# Parkeston
Parkeston – wieś w Anglii, w hrabstwie Essex, w dystrykcie Tendring. Leży 58 km na północny wschód od miasta Chelmsford i 107 km na północny wschód od Londynu. W 2015 miejscowość liczyła 940 mieszkańców.